# Cieutat
Cieutat – miejscowość i gmina we Francji, w regionie Oksytania, w departamencie Pireneje Wysokie.
Według danych na rok 1990 gminę zamieszkiwało 539 osób, a gęstość zaludnienia wynosiła 29 osób/km² (wśród 3020 gmin regionu Midi-Pireneje Cieutat plasuje się na 562. miejscu pod względem liczby ludności, natomiast pod względem powierzchni na miejscu 611.).